# Margareten
Margareten ([ˌmaʁɡaˈʀeːtn̩]ⓘ) is het vijfde district van Wenen. Tot 1861 behoorde het tot het vierde district Wieden maar werd dan zelfstandig. Margareten is een typische binnenstad, dichtbevolkt en weinig groen.